# Eleição municipal de Curitiba em 2004
A eleição municipal de Curitiba em 2004 ocorreu em dois turnos, o primeiro realizado no dia 3 de outubro de 2004 e o segundo no dia 31 de outubro do mesmo ano. O então prefeito do município era o engenheiro nipo-brasileiro Cássio Taniguchi (PFL), que pela legislação vigente não poderia concorrer a reeleição, por já ter exercido dois mandatos consecutivos, o primeiro de 1997 até 2000 e o segundo de 2001 até 2004, o vencedor do pleito foi Beto Richa (PSDB), então vice-prefeito de Taniguchi, com quem rompeu ainda em 2004, com 494.440 votos (54,78% dos votos válidos). Em segundo lugar ficou, pela segunda vez consecutiva, o candidato do PT, Ângelo Vanhoni, que conquistou 408.163 (45,22% dos votos válidos).
Carlos Alberto Richa, então prefeito eleito de Curitiba é filho do ex-governador do Paraná José Richa, tradicional político paranaense, falecido um ano antes da realização do pleito, em 2003. Beto foi eleito Deputado Estadual pelo Paraná em 1994, pelo PSDB, partido no qual tem seu pai como um dos fundadores, e que deixou ainda em 1995, filiando-se ao PTB, permanecendo no exercício do mandato de estadual até o final de 2000, quando renunciou para ser candidato a vice-prefeito da capital, na chapa encabeçada pelo então prefeito em exercício, Cássio Taniguchi (PFL).
Retorna ao PSDB em 2002 sendo o candidato do partido ao governo do Paraná, sendo derrotado ainda em primeiro turno, conquistando o terceiro lugar na disputa com 17,27% dos votos válidos.
O vice-prefeito eleito foi o socialista Luciano Ducci, então Deputado Estadual pelo Paraná, cargo para o qual fora eleito pela primeira vez em 2002 e que, renunciou no fim de 2004 para assumir o cargo para o qual fora eleito na chapa de Richa.

## Candidatos
| N° | Prefeito (a)  | Prefeito (a)                                         | Prefeito (a) | Prefeito (a) | Vice-prefeito (a) | Vice-prefeito (a) | Vice-prefeito (a)                                    | Vice-prefeito (a) | Vice-prefeito (a)                            | Coligação Partido(s)                                                  | Ref.  |
| N° | Candidato (a) | Candidato (a)                                        | Partido      | Cargos relevantes | Candidato (a)     | Candidato (a)     | Candidato (a)                                        | Partido           | Cargos relevantes                            | Coligação Partido(s)                                                  | Ref.  |
| -- | ------------- | ---------------------------------------------------- | ------------ | --- | ----------------- | ----------------- | ---------------------------------------------------- | ----------------- | -------------------------------------------- | --------------------------------------------------------------------- | ----- |
| 13 |               | Angelo Vanhoni Angelo Carlos Vanhoni                 | PT           | - Vereador de Curitiba (1989-1995); - Deputado Estadual pelo Paraná (1995-2004).                                                                      |                   |                   | Nizan Pereira Nizan Pereira Almeida                  | PMDB              |                                              | Tá na Hora, Curitiba! (PT. PMDB, PTB, PSC, PCdoB e PCB)               | [ 4 ] |
| 16 |               | Gilberto Félix Gilberto Félix da Silva Júnior        | PSTU         | |                   |                   | Raquel Eliana Polla                                  | PSTU              |                                              | Partido Isolado                                                       |       |
| 22 |               | Mauro Moraes Mauro Rafael Moraes e Silva             | PL           | |                   |                   | Pastor Oliveira Filho Bernardino Barreto de Oliveira | PL                |                                              | Partido Isolado                                                       |       |
| 23 |               | Rubens Bueno                                         | PPS          | - Deputado Estadual pelo Paraná (1983-1991). - Deputado Federal pelo Paraná (1991-1993; 1999-2003); - 17.º Prefeito de Campo Mourão (1993-1996).      |                   |                   | Augusto Canto Neto                                   | PPS               |                                              | Voto Limpo (PPS e PHS)                                                |       |
| 25 |               | Osmar Bertoldi Osmar Stuart Bertoldi                 | PFL          | - Vereador de Curitiba (1993-2004); |                   |                   | Silvana Gioppo Silvana Mara Camara Vicelli Gioppo    | PFL               |                                              | Partido Isolado                                                       | [ 5 ] |
| 27 |               | Leopoldo Campos Leopoldo de Castro Santos            | PSDC         | |                   |                   | Dr. Luiz Adão Luiz Adão Marques                      | PSDC              |                                              | Partido Isolado                                                       |       |
| 28 |               | Vera Helena Teixeira                                 | PRTB         | |                   |                   | Pascualina Baggio                                    | PRTB              |                                              | Partido Isolado                                                       |       |
| 33 |               | Pedro Manoel Neto Pedro Manoel dos Santos Neto       | PMN          | |                   |                   | Professor Barboza Odinir Barboza                     | PMN               |                                              | Partido Isolado                                                       |       |
| 36 |               | Achiles Ferreira Jr. Achiles Batista Ferreira Júnior | PTC          | |                   |                   | Arnaldo Belle Arnaldo Antônio Belle                  | PTC               |                                              | Partido Isolado                                                       |       |
| 43 |               | Melo Viana Antônio Jorge Melo Viana                  | PV           | |                   |                   | Paulo Murta Paulo Tadeu Murta Chaves                 | PV                |                                              | Partido Isolado                                                       |       |
| 44 |               | Jorge Luiz Jorge Luiz de Paula Martins               | PRP          | |                   |                   | André Ramires Gallego                                | PRP               |                                              | Partido Isolado                                                       |       |
| 45 |               | Beto Richa Carlos Alberto Richa                      | PSDB         | - Deputado Estadual pelo Paraná (1995-2001); - 5.º Vice-prefeito de Curitiba (2001-2004); - Secretário Municipal de Obras Públicas de Curitiba (2001) |                   |                   | Luciano Ducci                                        | PSB               | - Deputado Estadual pelo Paraná (2003-2004). | Curitiba Melhor Para Você (PSDB, PSB, PTN, PP, PDT, PSL ,PAN e PRONA) | [ 6 ] |
| 70 |               | Danilo D'Ávila Danilo Becker D'Ávila                 | PTdoB        | |                   |                   | Irineu Fritz Irineu Carlos Fritz                     | PTdoB             |                                              | Partido Isolado                                                       |       |

## Resultados

### Prefeito
| Candidato (a)               | Vice                        | 1.º Turno 3 de outubro de 2004 | 1.º Turno 3 de outubro de 2004 | 2.º Turno 31 de outubro de 2004 | 2.º Turno 31 de outubro de 2004 |
| Candidato (a)               | Vice                        | Votação                        | Votação                        | Votação                         | Votação                         |
| Candidato (a)               | Vice                        | Total                          | %                              | Total                           | %                               |
| --------------------------- | --------------------------- | ------------------------------ | ------------------------------ | ------------------------------- | ------------------------------- |
| Beto Richa (PSDB)           | Luciano Ducci (PSB)         | 329.451                        | 35,05%                         | 494.440                         | 54,78%                          |
| Angelo Vanhoni (PT)         | Nizan Pereira (PMDB)        | 292.965                        | 31,17%                         | 408.163                         | 45,22%                          |
| Rubens Bueno (PPS)          | Augusto Canto Neto (PPS)    | 188.313                        | 20,03%                         | Não participaram                | Não participaram                |
| Osmar Stuart Bertoldi (PFL) | Silvana Gioppo (PFL)        | 58.514                         | 6,22%                          | Não participaram                | Não participaram                |
| Mauro Moraes (PL)           | Pastor Oliveira Filho (PL)  | 44.489                         | 4,73%                          | Não participaram                | Não participaram                |
| Melo Viana (PV)             | Paulo Murta (PV)            | 13.185                         | 1,40%                          | Não participaram                | Não participaram                |
| Vera Helena Teixeira (PRTB) | Pascualina Baggio (PRTB)    | 3.726                          | 0,39%                          | Não participaram                | Não participaram                |
| Leopoldo Campos (PSDC)      | Dr. Luiz Adão (PSDC)        | 3.341                          | 0,35%                          | Não participaram                | Não participaram                |
| Pedro Manoel Neto (PMN)     | Professor Barboza (PMN)     | 2.431                          | 0,25%                          | Não participaram                | Não participaram                |
| Gilberto Félix (PSTU)       | Raquel Eliana Polla (PSTU)  | 1.728                          | 0,18%                          | Não participaram                | Não participaram                |
| Jorge Luiz (PRP)            | André Ramires Gallego (PRP) | 925                            | 0,09%                          | Não participaram                | Não participaram                |
| Achiles Ferreira Jr. (PTC)  | Arnaldo Belle (PTC)         | 644                            | 0,06%                          | Não participaram                | Não participaram                |
| Danilo D'Ávila (PTdoB)      | Irineu Fritz (PTdoB)        | 0                              | 0%                             | Não participaram                | Não participaram                |
| Total de votos válidos      | Total de votos válidos      | 939.712                        | 79,69%                         | 902.603                         | 76,54%                          |
| Votos apurados              |                             |                                |                                |                                 |                                 |
| Votos válidos               | Votos válidos               | 939.712                        | 79,69%                         | 902.603                         | 76,54%                          |
| Votos em branco             | Votos em branco             | 26.338                         | 2,61%                          | 19.354                          | 2,00%                           |
| Votos nulos                 | Votos nulos                 | 42.995                         | 4,26%                          | 46.151                          | 4,77%                           |
| Total de votos apurados     | Total de votos apurados     | 1.009.045                      | 85,57%                         | 968.108                         | 82,10%                          |
| Eleitores                   |                             |                                |                                |                                 |                                 |
| Comparecimento              | Comparecimento              | 1.009.045                      | 85,57%                         | 968.108                         | 82,10%                          |
| Abstenções                  | Abstenções                  | 170.178                        | 14,43%                         | 211.115                         | 17,90%                          |
| Total de eleitores          | Total de eleitores          | 1.179.223                      | 100%                           | 1.179.223                       | 100%                            |

## Vereadores Eleitos
Para o quadriênio 2005-2008 foram eleitos 38 vereadores para compor a Câmara Municipal de Curitiba.
| Vereadores Eleitos - Curitiba 2004 | Vereadores Eleitos - Curitiba 2004 | Vereadores Eleitos - Curitiba 2004 | Vereadores Eleitos - Curitiba 2004    | Vereadores Eleitos - Curitiba 2004 | Vereadores Eleitos - Curitiba 2004 |
| N.º                                | Candidato (a)                      | Partido                            | Coligação                             | Votação                            | Votação                            |
| N.º                                | Candidato (a)                      | Partido                            | Coligação                             | Votos                              | %                                  |
| ---------------------------------- | ---------------------------------- | ---------------------------------- | ------------------------------------- | ---------------------------------- | ---------------------------------- |
| 11669                              | Ney Leprevost                      | PP                                 | Partido Isolado                       | 18.582                             | 2,02%                              |
| 22622                              | Pastor Valdemir                    | PL                                 | Partido Isolado                       | 18.559                             | 2,02%                              |
| 25654                              | Fabio Camargo                      | PFL                                | Partido Isolado                       | 17.996                             | 1,96%                              |
| 45678                              | Rui Hara                           | PSDB                               | Partido Isolado                       | 15.218                             | 1,65%                              |
| 45647                              | João C.Derosso                     | PSDB                               | Partido Isolado                       | 14.991                             | 1,63%                              |
| 15000                              | Stephanes Junior                   | PMDB                               | Coligação Aliança Tá Na Hora Curitiba | 14.541                             | 1,58%                              |
| 11234                              | Aldemir Manfron                    | PP                                 | Partido Isolado                       | 11.523                             | 1,25%                              |
| 12500                              | Jairo Marcelino                    | PDT                                | Coligação PDT/PAN/PRONA               | 11.405                             | 1,24%                              |
| 25625                              | Sabino Picolo                      | PFL                                | Partido Isolado                       | 10.843                             | 1,18%                              |
| 25673                              | Geraldo Bobato                     | PFL                                | Partido Isolado                       | 9.983                              | 1,09%                              |
| 13131                              | André Passos                       | PT                                 | Coligação Aliança Tá Na Hora Curitiba | 9.972                              | 1,08%                              |
| 25670                              | Julieta Reis                       | PFL                                | Partido Isolado                       | 9.851                              | 1,07%                              |
| 45626                              | Paulo Frote                        | PSDB                               | Partido Isolado                       | 9.307                              | 1,01%                              |
| 14660                              | Custodio Da Silva                  | PTB                                | Coligação Aliança Tá Na Hora Curitiba | 9.274                              | 1,01%                              |
| 40800                              | Manasses Oliveira                  | PSB                                | Coligação Socialismo com Liberdade    | 9.242                              | 1,00%                              |
| 12345                              | Tito Zeglin                        | PDT                                | Coligação PDT/PAN/PRONA               | 9.224                              | 1,00%                              |
| 14614                              | Jair Cezar                         | PTB                                | Coligação Aliança Tá Na Hora Curitiba | 8.831                              | 0,96%                              |
| 65789                              | Luizao Stellfeld                   | PCdoB                              | Coligação Aliança Tá Na Hora Curitiba | 8.592                              | 0,93%                              |
| 45677                              | Nely Almeida                       | PSDB                               | Partido Isolado                       | 8.373                              | 0,91%                              |
| 40040                              | Mario Celso                        | PSB                                | Coligação Socialismo com Liberdade    | 8.342                              | 0,91%                              |
| 22366                              | Gilso De Freitas                   | PL                                 | Partido Isolado                       | 8.334                              | 0,91%                              |
| 25677                              | Roberto Hinça                      | PFL                                | Partido Isolado                       | 8.299                              | 0,90%                              |
| 15500                              | Felipe Braga Cortes                | PMDB                               | Coligação Aliança Tá Na Hora Curitiba | 8.236                              | 0,90%                              |
| 15663                              | Celso Torquato                     | PMDB                               | Coligação Aliança Tá Na Hora Curitiba | 8.233                              | 0,90%                              |
| 13213                              | Roseli Isidoro                     | PT                                 | Coligação Aliança Tá Na Hora Curitiba | 8.086                              | 0,88%                              |
| 11111                              | Angelo Da Farmacia                 | PP                                 | Partido Isolado                       | 7.917                              | 0,86%                              |
| 22655                              | Beto Moraes                        | PL                                 | Partido Isolado                       | 7.801                              | 0,85%                              |
| 14601                              | Sandoval                           | PTB                                | Coligação Aliança Tá Na Hora Curitiba | 7.721                              | 0,84%                              |
| 13613                              | Professora Josete                  | PT                                 | Coligação Aliança Tá Na Hora Curitiba | 7.125                              | 0,77%                              |
| 15215                              | Paulo Salamuni                     | PMDB                               | Coligação Aliança Tá Na Hora Curitiba | 6.684                              | 0,73%                              |
| 12000                              | Jorge Bernardi                     | PDT                                | Coligação PDT/PAN/PRONA               | 6.643                              | 0,72%                              |
| 23210                              | Serginho do Posto                  | PPS                                | Coligação do Voto Limpo               | 6.500                              | 0,71%                              |
| 40004                              | Dona Lourdes Santa Quitéria        | PSB                                | Coligação Socialismo com Liberdade    | 6.438                              | 0,70%                              |
| 14555                              | Valdenir Dias                      | PTB                                | Coligação Aliança Tá Na Hora Curitiba | 6.084                              | 0,66%                              |
| 23100                              | Sérgio Ribeiro                     | PPS                                | Coligação do Voto Limpo               | 4.334                              | 0,47%                              |
| 43333                              | Aladim                             | PV                                 | Partido Isolado                       | 4.143                              | 0,45%                              |
| 23023                              | Zé Maria                           | PPS                                | Coligação do Voto Limpo               | 3.292                              | 0,36%                              |
| 23688                              | Tico Kuzma                         | PPS                                | Coligação do Voto Limpo               | 3.199                              | 0,35%                              |
| Votos apurados                     |                                    |                                    |                                       |                                    |                                    |
| Votos válidos                      | Votos válidos                      | Votos válidos                      | Votos válidos                         | 919.637                            | 91,14%                             |
| Votos em branco                    | Votos em branco                    | Votos em branco                    | Votos em branco                       | 51.625                             | 5,12%                              |
| Votos nulos                        | Votos nulos                        | Votos nulos                        | Votos nulos                           | 37.783                             | 3,74%                              |
| Total de votos apurados            | Total de votos apurados            | Total de votos apurados            | Total de votos apurados               | 1.009.045                          | 85,57%                             |
| Eleitores                          |                                    |                                    |                                       |                                    |                                    |
| Comparecimento                     | Comparecimento                     | Comparecimento                     | Comparecimento                        | 1.009.045                          | 82,10%                             |
| Abstenções                         | Abstenções                         | Abstenções                         | Abstenções                            | 170.178                            | 14,43%                             |
| Total de votos apurados            | Total de votos apurados            | Total de votos apurados            | Total de votos apurados               | 1.179.223                          | 100%                               |